# 学信网
学信网，全稱中国高等教育学生信息网，是中華人民共和國一個可以查询2002年後的学历学籍以及匯集各類學生檔案的網站，也是中華人民共和國教育部大学学生司指定的电子政务平台，由全国高等学校学生信息咨询与就业指导中心主办，该中心控股的学信咨询服务有限公司承办。2001年，中国高等教育学历证书查询系统开通。2002年，中国高等教育学生信息网開通。2004年7月中華人民共和國教育部規定把学信网作为中国高等教育学历证书查询指定的唯一网站。2009年底，正式更名为“学信网”。
2022年8月15日，中国国内学位信息查询与认证服务网站将由“学位网”调整到“学信网”。

## 外部連結
- 官方网站